# Carlette Guidry-White
Carlette D. Guidry-White (Houston, Texas, 1968. szeptember 4. –) világ- és olimpiai bajnok amerikai atléta.

## Pályafutása
Az 1992-es barcelonai, valamint az 1996-os atlantai olimpián is tagja volt a négyszer százon aranyérmes amerikai váltónak. Mind a két olimpián részt vett a 200 méteres síkfutás versenyszámában is, 1992-ben ötödik, 1996-ban pedig nyolcadik lett a szám döntőjében.
Egy világbajnoki aranyérmet is jegyez. 1995-ben a göteborgi szabadtéri világbajnokságon győzött a négyszer százas váltóval.

## Egyéni legjobbjai
- 100 méteres síkfutás - 10,94 s (1991)
- 200 méteres síkfutás - 22,14 s (1996)
- 400 méteres síkfutás - 51,53 s (1994)